# Расм-эль-Хермель
Расм-эль-Хермель (араб. رسم حرمل‎) или Расм-Хермель-эль-Имам (араб. رسم حرمل الإمام‎) — небольшой город на северо-западе Сирии, расположенный на территории мухафазы Халеб. Входит в состав района Дейр-Хафир. Является административным центром нахии Рас-Хермель-эль-Имам.

## Географическое положение
Город находится в центральной части мухафазы, на высоте 508 метров над уровнем моря.

Расм-эль-Хермель расположен на расстоянии приблизительно 43 километров к востоку-северо-востоку (ENE) от Алеппо, административного центра провинции и на расстоянии 324 километров к северо-северо-востоку (NNE) от Дамаска, столицы страны.

## Население
По данным официальной переписи 2004 года численность населения города составляла 5105 человек (2555 мужчин и 2550 женщин).

## Транспорт
Ближайший гражданский аэропорт расположен в городе Алеппо.